# Tóth Zoltán (agrármérnök)
Tóth Zoltán (Szombathely, 1931. január 30. – Mosonmagyaróvár, 1988. június 8.) agrármérnök, entomológus, egyetemi tanár

## Pályafutása
Kőszegen folytatott tanulmányait követően a Gödöllői Agrártudományi Egyetem hallgatója volt, s 1953-ban megszerzett diplomája után 1954–1958 között alma materében maradva, az egyetem rovartani tanszékének tanársegédjeként dolgozott. 1958-ban került a Mosonmagyaróvári Mezőgazdasági Akadémiára, ahol 1963-tól egyetemi docens, 1984-től egyetemi tanár volt. 1963-tól – ugyanezen évben a doktori vizsgát letéve – az állattani tanszéket vezette, amelynek egyik alapítója volt. 
1981-ben kandidátusi tudományos fokozatot szerzett. Elsősorban a talajlakó kártevők vizsgálatával foglalkozott: kutatta életmódjukat, biológiájukat, a környezeti tényezők befolyását szaporodásukra, és a növényvédelem szempontjából jelentős tudományos előrejelzésük módszereit. A talajmintavételi módoknak különös figyelmet szentelt. Egyik kimunkálója volt annak a talajmintavételi módszernek, amely Vas megyéből indult el, és amit ma már az egész országban alkalmaznak. Munkatársaival (Berkó József gépészmérnökkel és Varga János tanszékvezető professzorral) 1965-től egy, a traktor hidraulika-rendszerével működtethető talajmintavevő gépet fejlesztett ki, amelyet a Szombathelyi Mezőgazdasági Gépjavító Vállalat Körmenden működő üzemében sorozatban kezdett gyártani. Szűkebb szülőföldjével folyamatosan tartotta a kapcsolatot, az ugyancsak Magyaróváron működő Varga János professzorral együtt dolgozott a cseri tájegység célravezetőbb hasznosításában. Jelentős eredményeket ért el a környezet- és természetvédelem területén is. Hazai és nemzetközi konferenciákon több előadást tartott, közel félszáz tudományos közleménye, könyve és szakcikke jelent meg. Részt vett az egyetem vezetésében is: több kari bizottság elnöke és rektorhelyettes is volt. 
Elnöke volt a Győr-Sopron Megyei Természetvédelmi Bizottságnak és a megyei Madártani Egyesületnek. Megkapta többek között az Oktatásügy Kiváló Dolgozója, a Mezőgazdaság Kiváló Dolgozója kitüntetéseket, valamint a Munka Érdemrend ezüst fokozatát. 
A Mosonmagyaróvári Mezőgazdaságtudományi kar saját halottjaként búcsúztatta, sírja a salköveskúti új temetőben található.

## Munkái
- Talajmintavételi módok az előrejelzés szolgálatában 143. o.
- Tóth Zoltán—Tersztyánszky Gábor: A Lajta-Hansági Állami Gazdaság talajainak jellemző pattanóbogár (Elateridae spp.) lárvái 151. o.